# Voré
Voré (* 1941 als Volker Erhard in Karlsruhe) ist ein deutscher Bildhauer, Installationskünstler und Multimediakünstler.

## Leben
Von 1961 bis 66 studierte Voré Bildhauerei bei Hans Kindermann an der Staatlichen Akademie der Bildenden Künste Karlsruhe; von 1972 bis 1973 hatte er einen Lehrauftrag an der Fachhochschule für Gestaltung Pforzheim; von 1973 bis 2004 war er Professor am Fachbereich Design der Fachhochschule Münster.
Voré ist seit 1976 Mitglied des Deutschen Künstlerbundes. Zwischen 1973 und 1984 hat er an insgesamt elf großen DKB-Jahresausstellungen teilgenommen. Des Weiteren ist er auch Mitglied des Künstlerbundes Baden-Württemberg, des Westdeutschen Künstlerbundes und der Neuen Gruppe in München; er war von 2006 bis 2009 deren Präsident. Seit 2012 ist er künstlerischer Leiter des Vereins Kunstweg am Reichenbach.
Voré lebt und arbeitet in Ettlingen, Landkreis Karlsruhe.

## Auszeichnungen
- 1974 Karl Ernst Osthaus-Preis der Stadt Hagen
- 1984 Auszeichnung der Biennale Ibiza
- 1985 Auszeichnung der Biennale Lodz
- 1989 Preis Fourth Annual International Exhibition of Miniature Art, Toronto
- 1999 Kunstpreis der Woldemar-Winkler-Stiftung, Gütersloh[5]
- 2001 und 2003 Auszeichnungen der ITART, Pisa
- 2004 Preis Art Collage – Plovdiv, Plowdiw

## Werk
Vorés Werke, seine Zeichnungen, Bilder, Skulpturen, Installationen und Multimediale Projekte werden seit 1964 in zahlreichen Ausstellungen gezeigt. Bestimmende Themen sind stets anthropomorphe Fragmente, Zustände und Situationen, die als verschlüsselte Stellungnahmen zu existenziellen gesellschaftlichen und individuellen Gegebenheiten zu verstehen sind. Bevorzugt entstehen Installationen, die auf den umgebenden Raum antworten und mit der Wahl der Mittel und Motive sich in diesen integrieren.

## Ausstellungen (Auswahl)

### Einzelausstellungen und Ausstellungsbeteiligungen
Seit 1964 gibt es Einzelausstellungen und Ausstellungsbeteiligungen in verschiedenen europäischen Ländern.

### Ausstellungen nach 2000 (Auswahl)
- 2001 Städtische Galerie im Alten Rathaus Hattingen
- 2006 Kunstverein ArtHaus Ahaus, Voré, Skulpturale und Akustische Installation: Die Schönheit ist wie Schnee …
- 2007 Galerie Gerken, Berlin, Ausstellung: Voré, Werner Pokorny und Michael Schoenholtz
- 2008 Galerie Ardizón, Bregenz, Ausstellung: Voré und Hans Baschang
- 2008 Kunstverein Eislingen, (mit Max Peter Näher)[7]
- 2009 Kulturwerkstatt Haus 10 Fürstenfeldbruck, Ausstellung Narrativ: Voré, Reinhard Fritz und Hans-Uwe Hähn[8]
- 2010 Kunstverein Zehntscheuer Rottenburg, Ausstellung: Voré, Installation „Wegstrecke L robg“ und Max Peter Näher, Bilder[9]
- 2010 Galerie Chybulski, Feldkirch, Montfort Fragmente[10]
- 2011 Museum Ettlingen, Voré, Die Schönheit ist wie Schnee[11]
- 2012 Galerie der Stadt Tuttlingen[12]
- 2012 Galerie am Kocher Künzelsau, „Voré – Stückwerk Mensch“[13]
- 2013 Städtische Kunstgalerie Torhaus Rombergpark, Dortmund, „Romberg Spuren“[14]

### Multimediale Projekte (Auswahl)
Seit 1965 entstand eine Vielzahl multimedialer Projekte.

### Multimediale Projekte nach 2000 (Auswahl)
- 2000 Haus der Kunst, München: Barrikade 2 – Skulpturale und akustische Installation mit Tanzperformance von Noémi Erhard und Christian Fallmann
- 2001 Städtische Galerie Hattingen: Wegstrecke H – Skulpturale Installation mit Tonband, Live-Percussion von Gerd Kauth und Tanzperformance von Noémi Erhard
- 2006 Haus der Kunst, München: Labyrinthos Wegstrecken 1, 3 und 4 – Videoinstallation für 3 Monitore und abgestimmten Tonquellen (Material aus Videos und Aufzeichnungen vergangener Labyrinth Projekte)
- 2011 Museum Ettlingen: Die Schönheit ist wie Schnee …  – Skulpturale und akustische Installation, Performance mit zwei Tänzerinnen, einer Flötistin und einem Gitarristen[17]
- 2013 Museum Biedermann Donaueschingen, Kunstverein Wilhelmshöhe Ettlingen und Künstlerbund Baden-Württemberg: Dialog – Trialog[18]

### Teilnahme an Symposien (Auswahl)

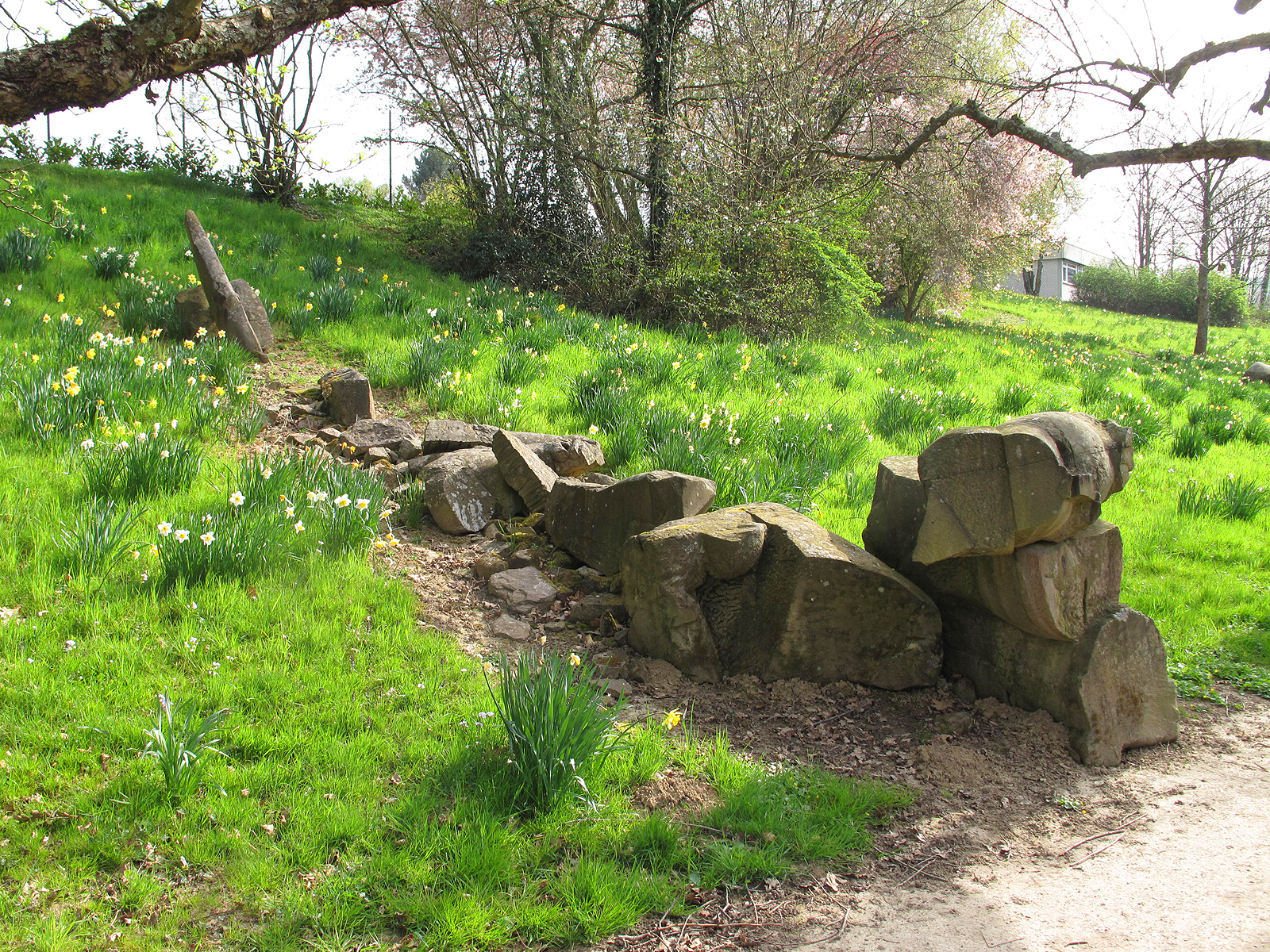
Lawine, die im Steinschlag endet (1996), Durbach

- 1986 Symposium „Ortstermin“, Münster
- 1986 Bildhauersymposium Sinsheim
- 1988 Bildhauersymposium Kunstverein Wilhelmshöhe Ettlingen[19]
- 1994 Internationales Bildhauersymposium „Kunstwerk Krastal“[20]
- 1996 „Kunst am Weg“, Bildhauersymposion Durbach
- 2004 Internationales Collage-Symposium in Plovdiv
- 2005 Internationales Collage-Symposium in Nogent-le-Roi
- 2005 Bildhauersymposium „Kunstbewegt“ in Neckarsulm[21]

### Werke im öffentlichen Raum (Auswahl)

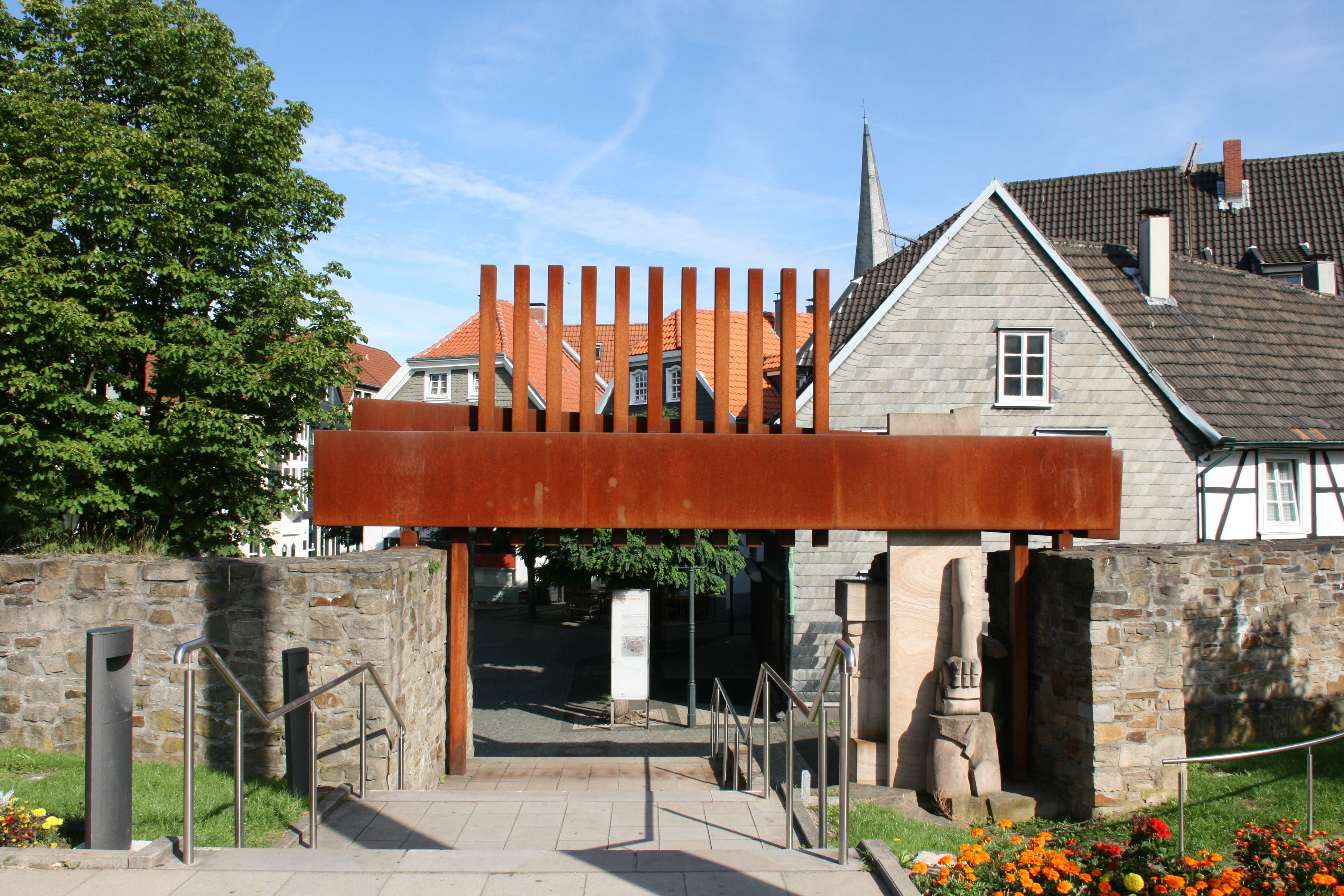
Steinhagentor (2003), Hattingen

- Baustelle, labyrinthisch, 1986, Sinsheim
- Daphne – Relief, 1988, Berlin
- Phönix – Skulpturale Installation, 1988, Ettlingen
- Steinerner Fluss der Zeit, 1989, seit 2019 Skulpturenpark Wettersbach, Karlsruhe – Palmbach
- Römersteine – Brunneninstallation, 1990, Ettlingen
- Skulpturale Installation, 1993, Rastatt
- Das Spiel ist aus – Skulpturale Installation, 1994, Europa-Park, Klagenfurt
- YCAR – Skulptur, 1995, Ellhofen
- Lawine, die im Steinschlag endet, 1996, Durbach
- Steinhagentor, 2003, Hattingen
- Steinschlag, 2011, Kunstweg am Reichenbach

## Fotos (Auswahl)

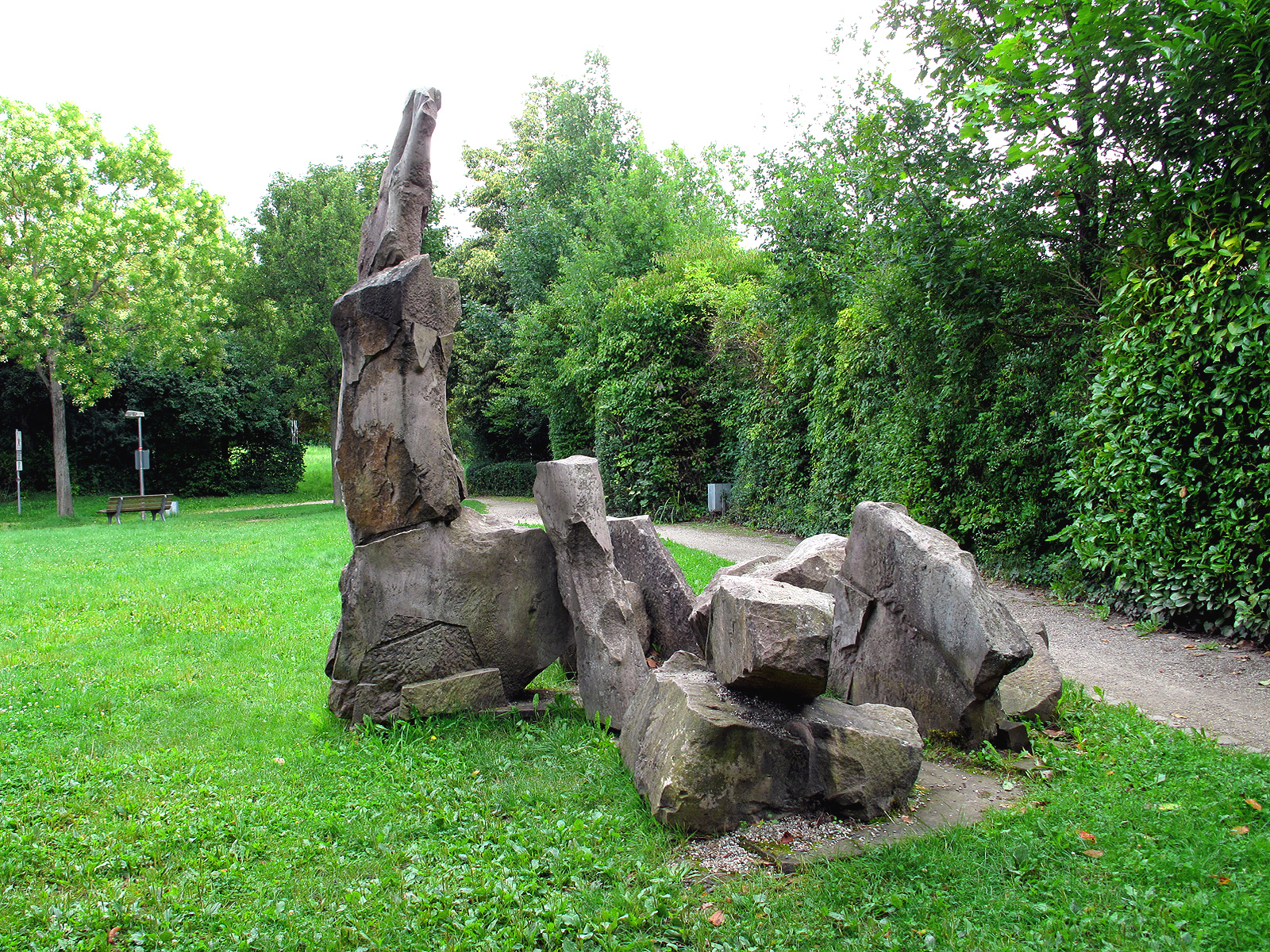
Phönix – Skulpturale Installation 1988
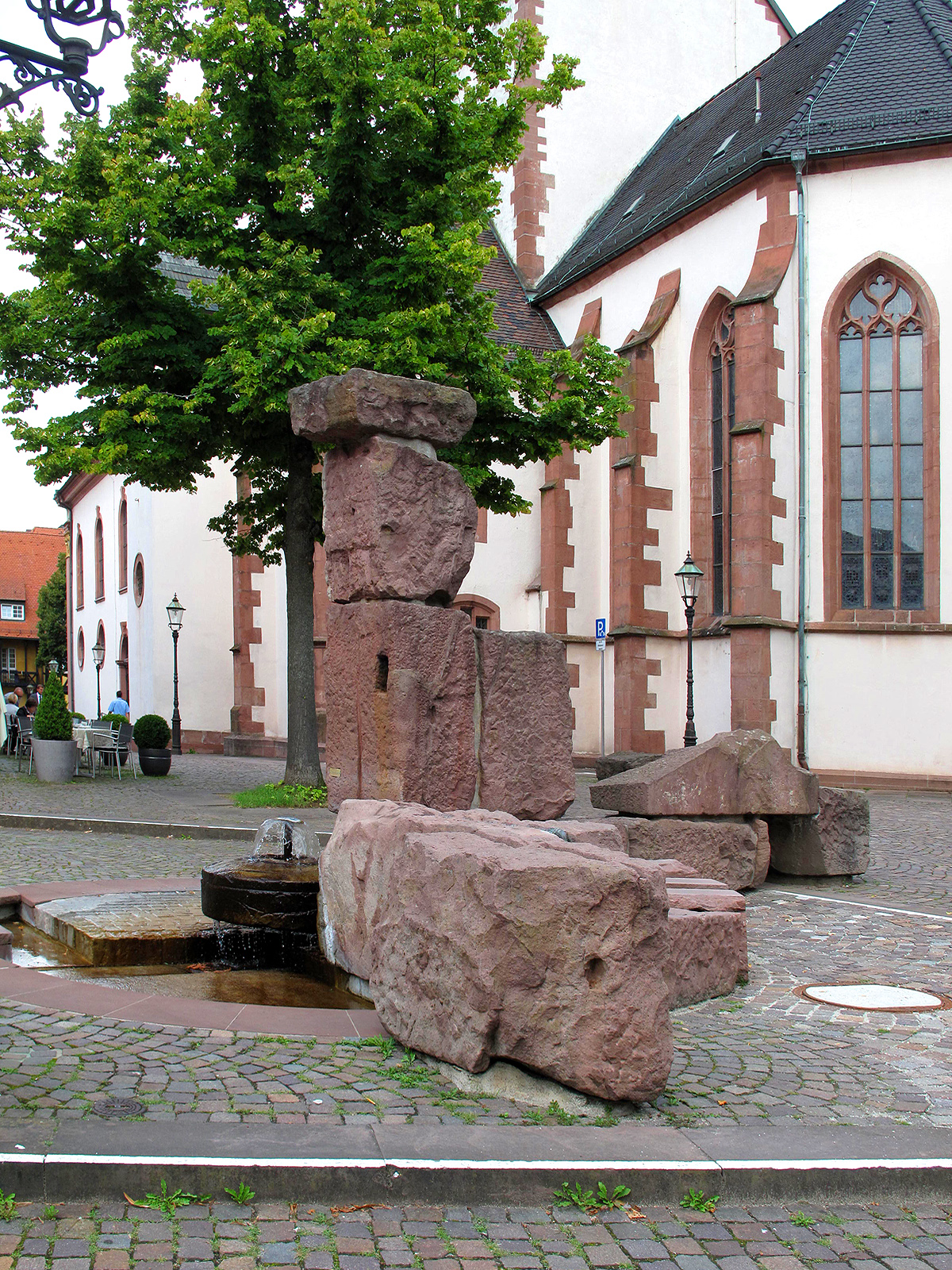
Römersteine – Brunneninstallation 1990
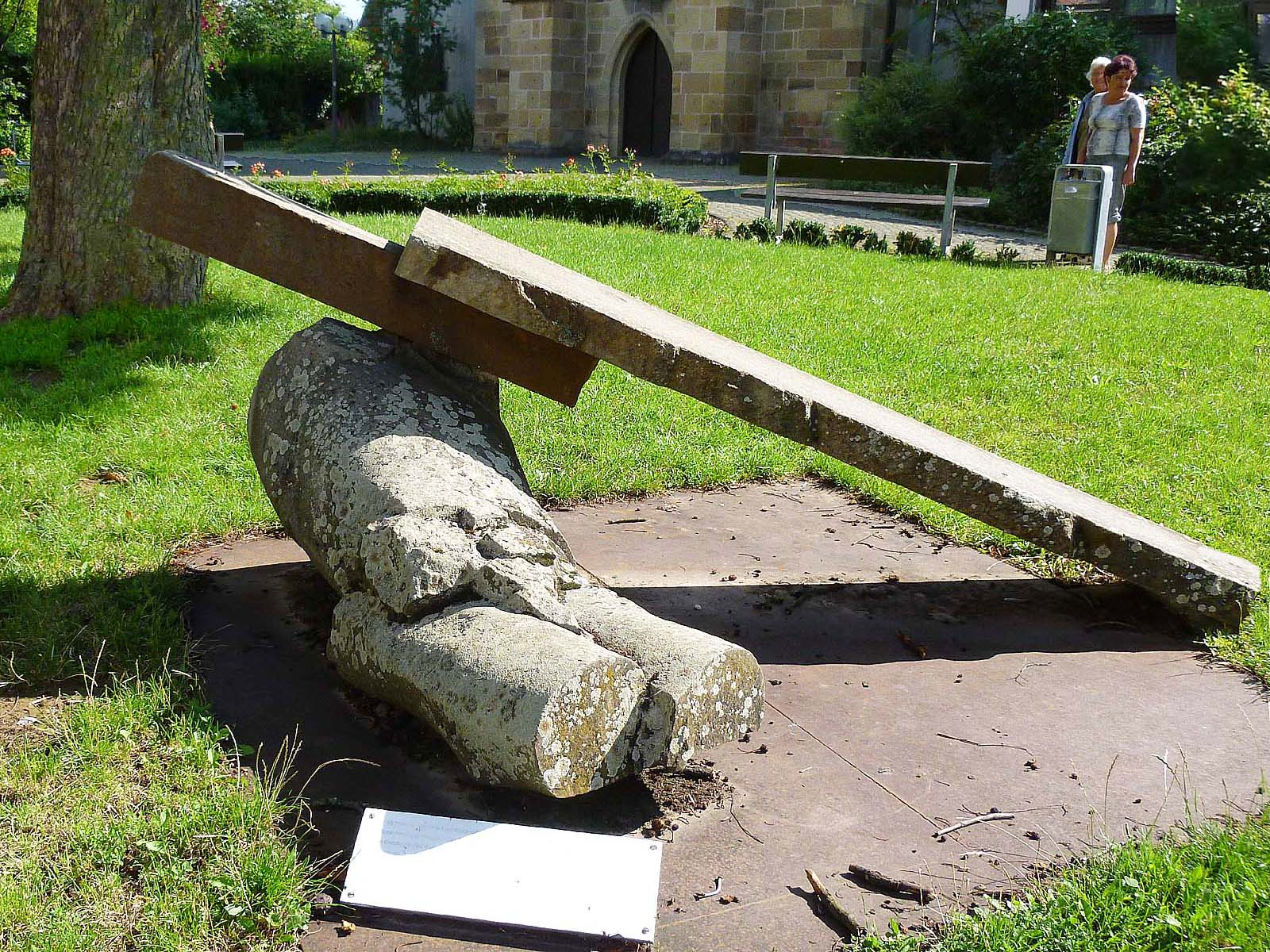
YCAR – Skulptur 1995
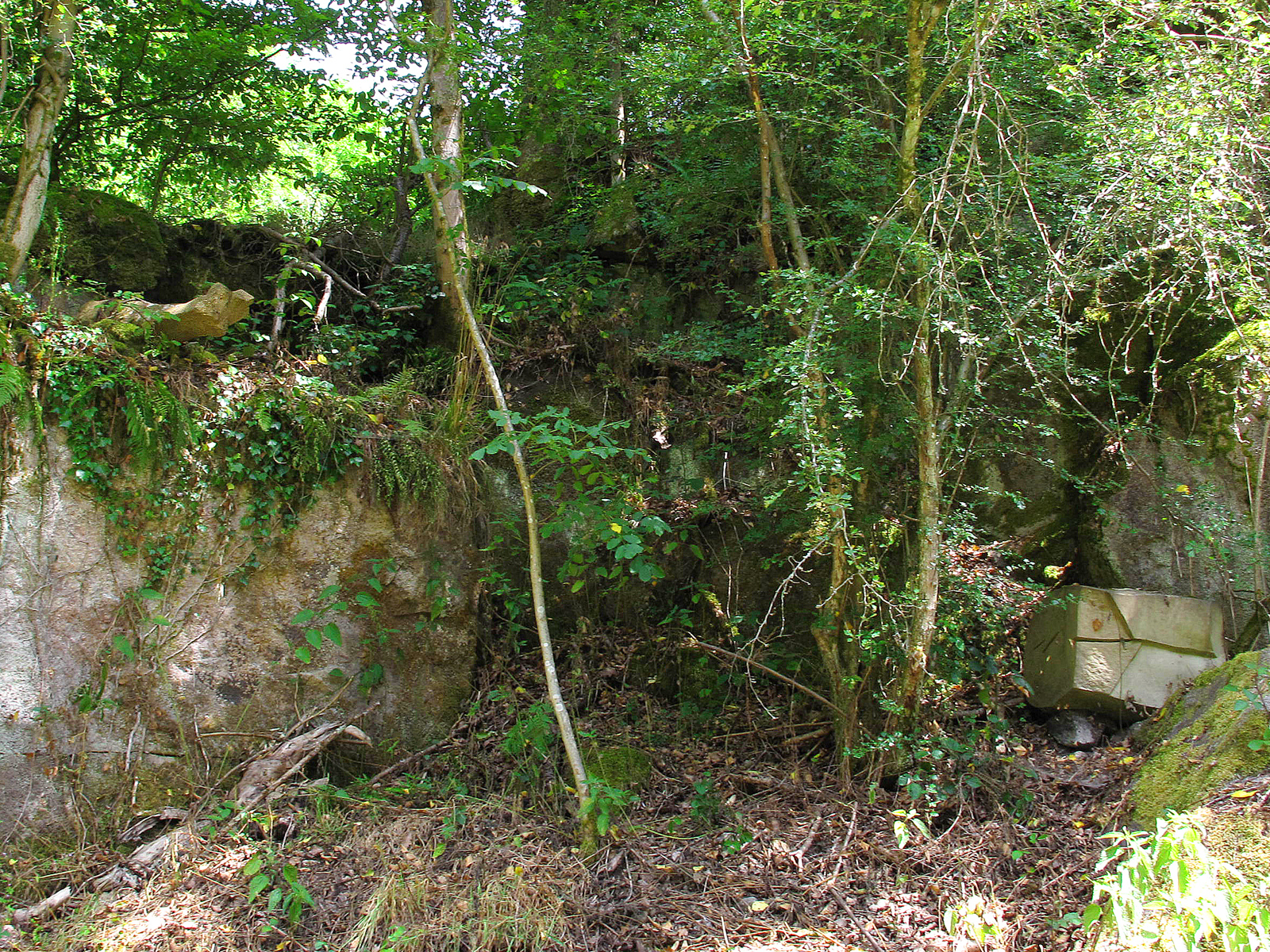
Steinschlag 2011
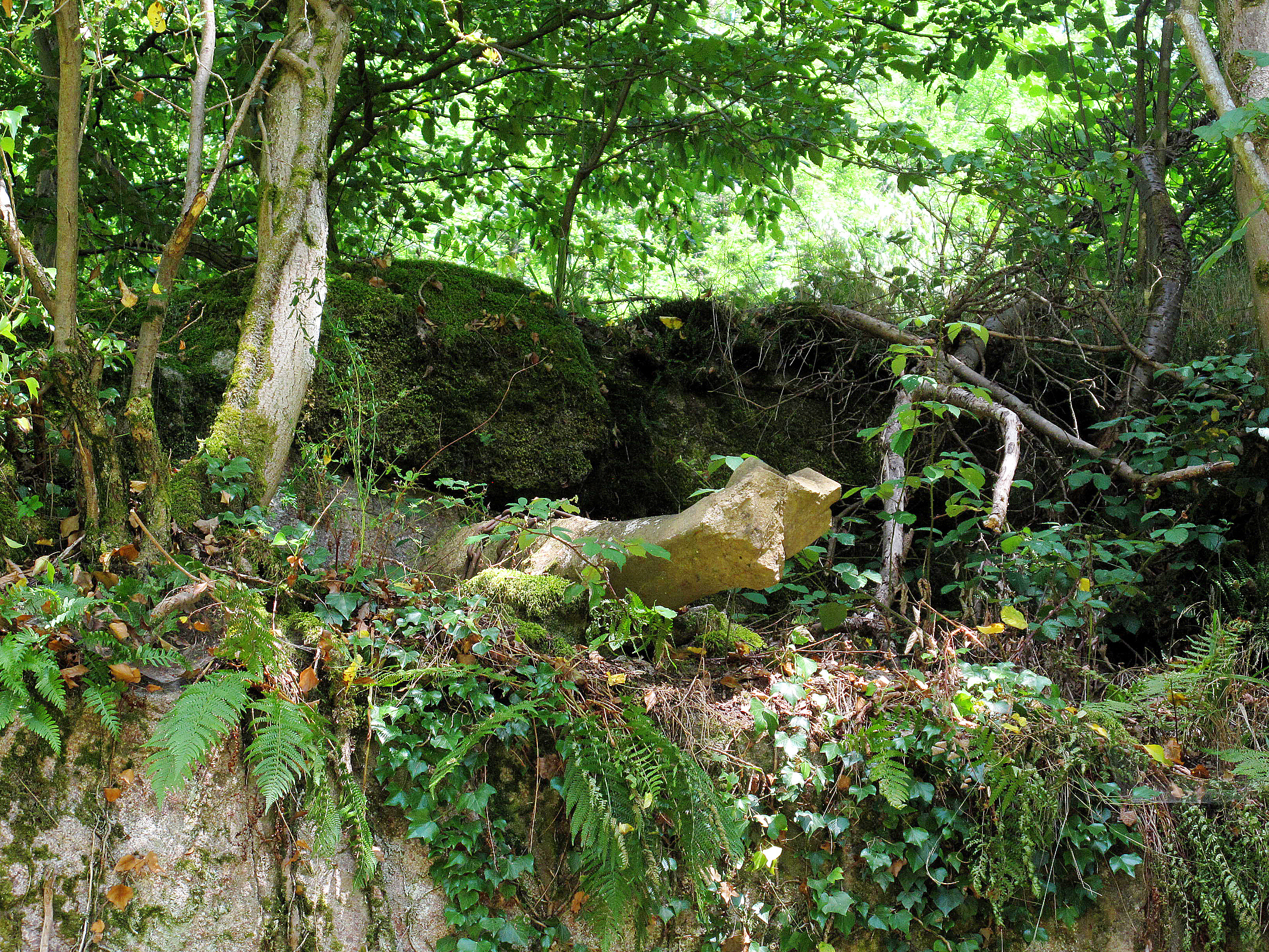
Steinschlag 2011